# Pavel Petrovič Bažov
Pavel Petrovič Bažov (in russo Павел Петрович Бажов?; Sysert', 15 gennaio 1879 – Mosca, 3 dicembre 1950) è stato uno scrittore e politico sovietico esperto di folclore.
Il suo cognome deriva dalla parola gergale bažit' (in russo бажить?) che significa "affascinare", verbo che in russo standard è espresso dal termine koldovat' (in russo колдовать?). Ciò spiega l'uso occasionale dello pseudonimo Koldunkov da parte dell'autore.

## Biografia
Bažov nacque in una famiglia di operai degli Urali. Dopo gli studi al seminario ecclesiastico di Ekaterinburg e poi a quello di Perm' lavorò come insegnante in diversi villaggi, esperienza che lo portò a raccogliere diverso materiale in merito al folclore degli Urali. Partecipò attivamente alla rivoluzione russa e alla conseguente guerra civile sia in azioni militari che in quelle di propaganda: fu infatti redattore del giornale divisionale Okopnaja pravda e di altre testate affini, e dopo la guerra collaborò con i giornali degli Urali Sovetskaja vlast' e Krest'janskaja gazeta, nonché con le riviste Rost e Šturm.
Esordì in campo letterario nel 1924 con la raccolta di saggi Ural'skie byli e per molti anni fu il massimo esponente della comunità letteraria degli Urali. La sua opera più importante è la raccolta di fiabe Malachitovaja škatulka (1939), che venne poi arricchita di altri contenuti durante la grande guerra patriottica, tra cui si menzionano i racconti Ključ-kamen' (1942), Živinka v dele (1943), Skazy o nemcach (1943; seconda edizione 1944) e molti altri. Questa raccolta venne immediatamente acclamata dalla critica, che ne aveva apprezzato il modo in cui era stato celebrato il lavoro dei minatori, degli intagliatori di pietre e dei fonditori. Nell'opera viene impiegato il linguaggio dei minatori, con termini gergali e folcloristici. La prima edizione conteneva 14 racconti, le ultime circa 40: i racconti sono divisi in cicli dedicati ai maestri artigiani, agli artisti, alla satira e al mistero.
Dai racconti di Bažov sono tratti il film Il fiore di pietra (1946), l'opera Skaz o kamenom cvetke (rappresentata nel 1950) di Kirill Vladimirovič Molčanov e l'omonimo balletto di Sergej Sergeevič Prokof'ev (rappresentato nel 1954).

## Opere
- Ural'skie byli (1924)
- Bojcy pervogo prizyva
- K rasčetu
- Formirovanie na chodu
- Pjat' stupenej kollektivizacii
- Za Sovetskuju pravdu
- Čerez mežu (racconto incompiuto)
- Zelenaja kobylka (1939)
- Dal'nee - blizkoe (1949)
- Malachitovaja škatulka (1939)
  - Racconti russi, a cura di Rosa Molteni Grieco; illustrazioni di Maria Grazia Farina, Brescia, La Scuola, 1990